# 愛欲之神
《愛欲之神》（羅馬化：Prom Pissawat）是一部由Magic If Entertainment 2發行，克里莎娜·薩恩索伊執導，吉迪功·康戈力與琵姆普萊帕·唐普萊帕彭領銜主演的愛情連續劇，這也是兩人繼戲劇《霸道黑幫老大愛上我》後的二度合作。此劇自2020年7月20日起於泰國第7電視台首播。

## 劇情簡介
在這個故事中，上帝將兩個來自世界不同角落的人聚集，不可思議的命運將他們交纏在一起。Plapol（吉迪功·康戈力 飾）擁有韓國和泰國的血統，他在韓國長大，後來因為與父親及繼母不合才返回泰國。從小父親對家庭的漠不關心，使他對女性充滿了不信任。在一家酒吧里，他遇到了Pantawan（琵姆普萊帕·唐普萊帕彭 飾），一位深受男人們崇拜的魅力歌手。最初，Plapol以輕浮的視角看待她，他厭惡女性的觀點與Pantawan的獨立精神發生了衝突，但最終兩人互相理解，並發展了愛情。然而，一個突如其來的真相使他們的戀情步入考驗：Pantawan的親生母親正是Plapol的新繼母，這為他們的愛情帶來了新的複雜性。

## 演員陣容
註：括號內的演員姓名為小名。

### 主要演員
- 吉迪功·康戈力（Boom） 飾演 Plapol（Pol）
- 琵姆普萊帕·唐普萊帕彭（Pim） 飾演 Pantawan（Pan）

### 配角
- 薩博爾·阿薩瓦蒙空（Great） 飾演 Arnon（Non）

Pol的朋友兼合夥人，喜歡Pan，並默默守護著她。
- 珂瑞塔·桑薩歐帕（Chingching） 飾演 Pattama（Pat）

Pan的養妹。
- 社他武·阿努西（Tou） 飾演 Tam

Pan的Tam朋友，喜歡Pan。
- 希里亞姆·帕克迪丹隆里（Ann） 飾演 Nunthita
- 索芘娜帕·崇帕尼（Jeab） 飾演 Rapeeporn（Porn）

Pan的親生母親，因為債務問題將Pan託付給閨密Chan撫養，幾年後在酒店上班認識了Pol的父親，進而與其結婚。
- 皮瑪達·波里魯克瑟普寇恩（Pim） 飾演 Chantanee（Chan）

Pan的養母，Pat的母親。
- 提拉蓬·遼拉翁（Bie） 飾演 Prakan

Pol的父親。
- 彭薩帕特·坎卡姆（Fluke） 飾演 Diao

Pan與Tam的朋友。
- 艾妮莎·努格拉哈（Sa） 飾演 Panita（Ni）
- 帕他那蓬·明塔金 飾演 Taweesak

## 劇集迴響

### 泰國電視收視
- 收視最低的集數以藍色表示，收視最高的集數以紅色表示，而空格則表示該集的收視沒有相關數據。

| 集數 No.   | 播放日期      | 播放時段 (UTC+07:00) | 平均收視率 | 來源  |
| ---------- | ------------- | -------------------- | ---------- | ----- |
| 1          | 2020年7月20日 | 星期一 20:20         | 4.166      | [ 5 ] |
| 2          | 2020年7月21日 | 星期二 20:20         | 4.307      | [ 6 ] |
| 3          | 2020年7月27日 | 星期一 20:20         | 4.164      | [ 7 ] |
| 4          | 2020年7月28日 | 星期二 20:20         | 4.045      | [ 7 ] |
| 5          | 2020年8月3日  | 星期一 20:20         |            |       |
| 6          | 2020年8月4日  | 星期二 20:20         |            |       |
| 7          | 2020年8月10日 | 星期一 20:20         |            |       |
| 8          | 2020年8月11日 | 星期二 20:20         |            |       |
| 9          | 2020年8月17日 | 星期一 20:20         |            |       |
| 10         | 2020年8月18日 | 星期二 20:20         |            |       |
| 11         | 2020年8月24日 | 星期一 20:20         |            |       |
| 12         | 2020年8月25日 | 星期二 20:20         |            |       |
| 13         | 2020年8月31日 | 星期一 20:20         |            |       |
| 14         | 2020年9月1日  | 星期二 20:20         |            |       |
| 15         | 2020年9月7日  | 星期一 20:20         |            |       |
| 16         | 2020年9月8日  | 星期二 20:20         |            |       |
| 平均收視率 | 平均收視率    | 平均收視率           | '          | 1     |

^1  基於每集的平均觀眾份額。

## 外部連接
- Ch7HD上的《愛欲之神 （页面存档备份，存于）》（泰文）
- 豆瓣电影上《愛欲之神》的資料 （简体中文）
- MyDramaList上的《愛欲之神 （页面存档备份，存于）》（英文）